# Cape Lamb
Cape Lamb är en udde i Antarktis. Den ligger i Västantarktis. Argentina, Chile och Storbritannien gör anspråk på området.
Terrängen inåt land är kuperad. Havet är nära Cape Lamb åt sydväst. Trakten är glest befolkad. Närmaste befolkade plats är Mendel Polar Station, 16,5 kilometer nordväst om Cape Lamb. 